# Triângulo egípcio
Triângulo Pitagórico é o nome moderno dado a qualquer triângulo retângulo cujos lados contem com tamanhos de valores naturais. O triângulo com os comprimentos 3, 4 e 5, ou com medidas que guardam estas proporções são um exemplo de triângulo egípcio. Possivelmente, foi utilizado para obter ângulos retos nas construções arquitetônicas desde a antiguidade remota.